# العلاقات الباكستانية الموريتانية
العلاقات الباكستانية الموريتانية هي العلاقات الثنائية التي تجمع بين باكستان وموريتانيا.

## مقارنة بين البلدين
هذه مقارنة عامة ومرجعية للدولتين:
| وجه المقارنة                                              | باكستان                     | موريتانيا                 |
| --------------------------------------------------------- | --------------------------- | ------------------------- |
| المساحة (كم2)                                             | 881.91 ألف                  | 1.03 مليون                |
| عدد السكان (نسمة)                                         | 197.02 مليون                | 4.42 مليون                |
| الكثافة السكانية (ن./كم²)                                 | 223.4                       | 4.29                      |
| العاصمة                                                   | إسلام آباد                  | نواكشوط                   |
| اللغة الرسمية                                             | لغة إنجليزية، اللغة الأردية | اللغة العربية، لغة فرنسية |
| العملة                                                    | روبية باكستانية             | أوقية موريتانية، أوقية ‏   |
| الناتج المحلي الإجمالي (بليون دولار)                      | 304.95 مليار                | 5.02 مليار                |
| الناتج المحلي الإجمالي (تعادل القوة الشرائية) بليون دولار | 946.67 مليار                |                           |
| الناتج المحلي الإجمالي الاسمي للفرد دولار أمريكي          | 1.43 ألف                    |                           |
| الناتج المحلي الإجمالي للفرد دولار أمريكي                 | 4.81 ألف                    | 3.91 ألف                  |
| مؤشر التنمية البشرية                                      | 0.538                       | 0.506                     |
| رمز المكالمات الدولي                                      | +92                         | +222                      |
| رمز الإنترنت                                              | .pk                         | .mr                       |
| المنطقة الزمنية                                           | ت ع م+05:00                 | 00                        |

## منظمات دولية مشتركة
يشترك البلدان في عضوية مجموعة من المنظمات الدولية، منها:
| علم المنظمة | اسم المنظمة                               | تاريخ انضمام باكستان | تاريخ انضمام موريتانيا |
| ----------- | ----------------------------------------- | -------------------- | ---------------------- |
|             | وكالة ضمان الاستثمار متعدد الأطراف        | 12 أبريل 1988        | 8 سبتمبر 1992          |
|             | منظمة التعاون الإسلامي                    | ?                    | ?                      |
|             | منظمة الشرطة الجنائية الدولية             | ?                    | ?                      |
|             | منظمة حظر الأسلحة الكيميائية              | ?                    | ?                      |
|             | منظمة التجارة العالمية                    | ?                    | 31 مايو 1995           |
|             | الأمم المتحدة                             | 30 سبتمبر 1947       | 27 أكتوبر 1961         |
|             | مؤسسة التمويل الدولية                     | 20 يوليو 1956        | 29 ديسمبر 1967         |
|             | يونسكو                                    | 14 سبتمبر 1949       | 10 يناير 1962          |
|             | البنك الدولي للإنشاء والتعمير             | 11 يوليو 1950        | 10 سبتمبر 1963         |
|             | المركز الدولي لتسوية المنازعات الاستشارية | 15 أكتوبر 1966       | 14 أكتوبر 1966         |
|             | الاتحاد البريدي العالمي                   | ?                    | ?                      |
|             | الاتحاد الدولي للاتصالات                  | 26 أغسطس 1947        | 18 أبريل 1962          |

## وصلات خارجية
- موقع وزارة الخارجية الباكستانية